# Madonna col Bambino (Cima da Conegliano privato)
La Madonna col Bambino (già Madonna Cook) è un dipinto a olio su tavola (75,4x53,2 cm) di Cima da Conegliano, databile 1504 e di proprietà di un collezionista privato.

## Descrizione
La tavola rappresenta centralmente la Vergine col Bambin Gesù in grembo,
Sul parapetto marmoreo, in basso a destra, reca la firma dell'artista: OANNES BAPTISTA CONEGLANENSIS.
Presenta restauri.

### Storia
Collezione Sir Herbert Cook, Richmond; Important pictures by Old Masters, Londra, Christie's, 25 novembre 1966; Collezione privata.
Opera notificata con decreto del 17 giugno 1968. Perizia di Rodolfo Pallucchini, Venezia, 1º febbraio 1967; perizia di Egidio Martini, Venezia, 25 novembre 1992.